# Apollo 1
Apollo 1 és el nom oficial assignat retrospectivament a la missió Apollo/Saturn 204 (AS-204), que mai no arribà a volar. El seu mòdul de comandament (CM-012) fou destruït per un incendi durant un exercici de prova i entrenament, el 27 de gener del 1967 al complex de llançament 34 de l'Estació de la Força Aèria de Cap Canaveral, aleshores conegut com a Cap Kennedy, a dalt d'un coet Saturn IB. La tripulació eren els astronautes seleccionats per la primera missió tripulada del programa Apollo: el pilot de comandament Virgil I. "Gus" Grissom, el pilot sènior Ed White i el pilot Roger Bruce Chaffee. Tots tres van morir a l'incendi.
Tot i que mai no es va identificar amb certesa la font d'ignició del foc, la mort dels astronautes fou atribuïda a una àmplia varietat de problemes de disseny letals a les primeres versions del mòdul de comandament Apollo. Aquests problemes incloïen l'ús d'una atmosfera de 100% oxigen a alta pressió durant la prova, problemes amb els cables i els tubs, materials inflamables a la cabina (com ara velcro), una escotilla que s'obria cap endins que era impossible d'obrir en aquest tipus d'emergències, i els vestits espacials dels astronautes.
Les proves prevol consistien a crear una atmosfera pressuritzada d'oxigen pur. Un curtcircuit en un cable mal aïllat va provocar un incendi que es va estendre molt ràpidament, gairebé de forma explosiva, matant als astronautes per asfíxia en només 17 segons. La falta d'un sistema de fuita d'emergència en l'escotilla de la càpsula va contribuir en part al desastre. Després de l'estudi de l'accident es van trobar nombroses falles de seguretat. En desmuntar la càpsula van trobar eines abandonades. L'ús d'una atmosfera d'oxigen pur en terra feia que fos extremadament inflamable el nombrós velcro emprat en la càpsula i que un foc es propagués fulminantment. També els vestits de niló es van demostrar ineficaços per contenir el foc. El simulacre va tenir diversos problemes menors que van provocar grans retards, fins que una falla general de les comunicacions va obligar a detenir el compte regressiu a les 5:40 de la tarda. Els astronautes van romandre asseguts en els seus seients esperant la represa de la prova. Després de 51 minuts d'espera, una veu desesperada (es creu que la de Chaffee) va aparèixer en els auriculars dels tècnics de Control de Terra: "Foc. Faig olor foc!". Dos segon més tard es va escoltar la veu de White: "Foc! Foc en la cabina!". L'incendi va arrasar la cabina en disset segons (el moment en què es va sentir expirar a l'últim dels tripulants). En aquest instant totes les dades de telemetria van desaparèixer de les pantalles.
No es va poder salvar als astronautes, però les filmacions demostren que es va intentar amb desesperació. L'escotilla s'obria cap a dins, però per a això calia vèncer la pressió interna, que era superior a l'exterior (com en totes les naus espacials). Els astronautes (que s'estaven cremant vius) haguessin hagut d'alliberar la pressió mitjançant una vàlvula perquè l'equip de rescat aconseguís auxiliar-los. Amb només 17 segons de vida i l'atmosfera de la nau en rabiosa combustió, és evident que no van poder fer-ho. Els rescatadors van forçar la porta de l'escotilla només als 5 minuts d'iniciat el foc, però Chaffee, Grissom i White ja havien mort a causa de la inhalació de fum i les cremades.
Tot el programa Apollo va ser sotmès a una investigació exhaustiva a partir de la tragèdia: es va poder determinar que el foc es va iniciar en un manat de cables que corria cap a l'esquerra en el tauler de Grissom, a pocs centímetres del seu rostre.

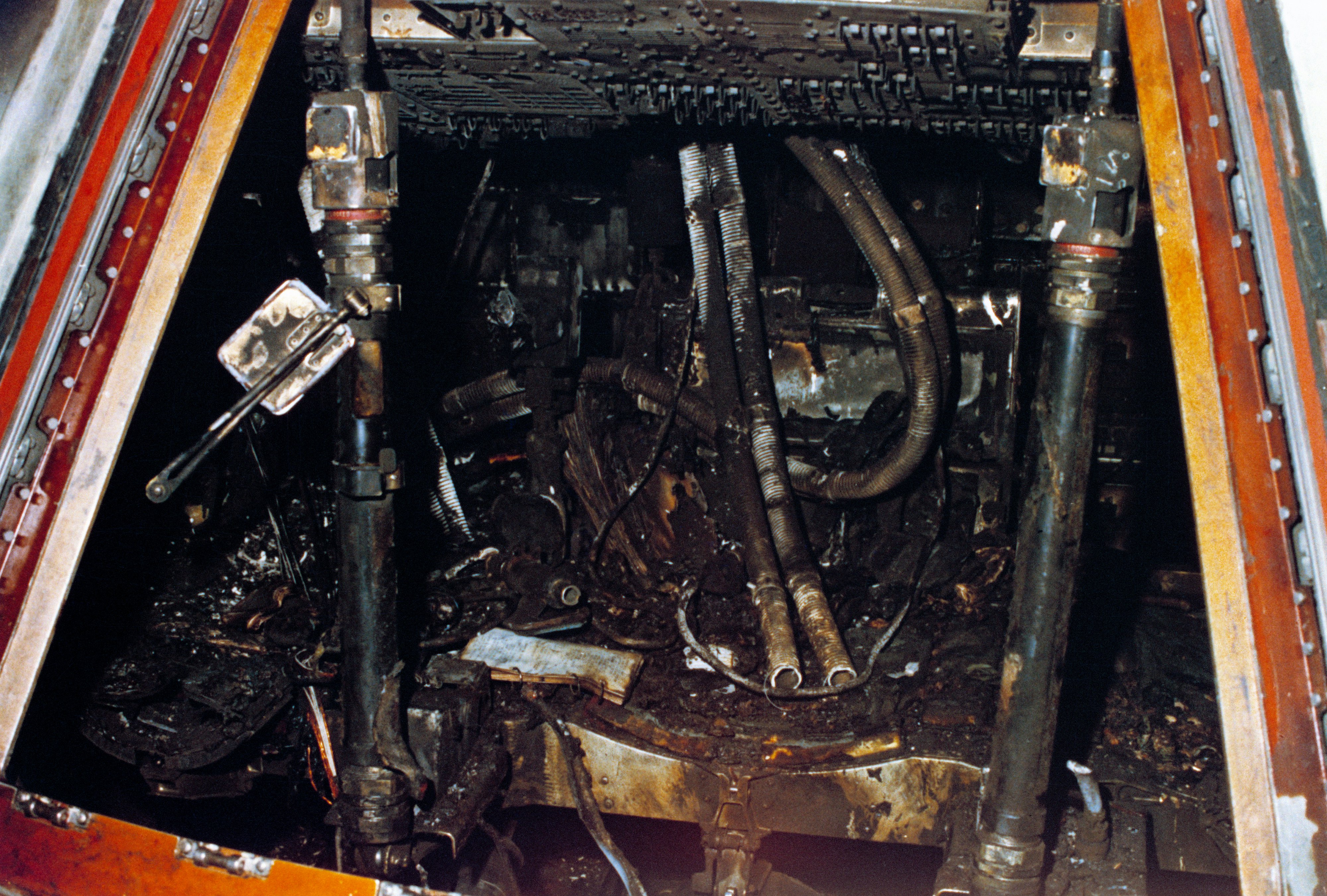
Detalls de l'interior de l'Apollo 1 després de l'accident.

La investigació va determinar canvis profunds en el disseny i en els materials de les naus Apollo: l'oxigen es va reemplaçar per aire comprimit, es van introduir materials ignífugs en tota la càpsula i es va dissenyar una nova escotilla d'emergència que s'obria cap a fora.
L'irònic de la història és que en el primer vol de Grissom, i segon vol espacial dels estats units durant el programa Mercuri, l'escotilla pirotècnica de la nau saltà poc després d'amarar, sense que hagi quedat mai clara la causa que ho va provocar. La càpsula es va perdre en el mar i no va ser recuperada fins a 1999. L'excel·lent conservació de la nau no ha servit per aclarir res de l'incident. Malgrat les protestes d'innocència del pilot, en el seu moment es va sospitar que el mateix Grissom podia haver disparat, accidental o intencionadament, el sistema pirotècnic. Al final es va rebutjar aquesta hipòtesi entre altres coses perquè l'astronauta no mostrava l'hematoma que, a conseqüència de la força que calia fer per llançar l'escotilla, presentaven tots els que li donaven a la peça d'alliberament. Per evitar nous accidents van modificar l'escotilla eliminant l'alliberament ràpid pirotècnic, i això va fer que el mateix Grissom morís en aquest accident de l'Apollo 1, sense que poguessin rescatar-lo a temps des de fora.
Després d'aquest succés, la NASA va haver de redissenyar gairebé per complet el mòdul de comandament abans de poder garantir el seu ús en missions tripulades, i va implantar un sistema de premis per millorar la seguretat de les missions, el Premi Snoopy.

## Tripulació

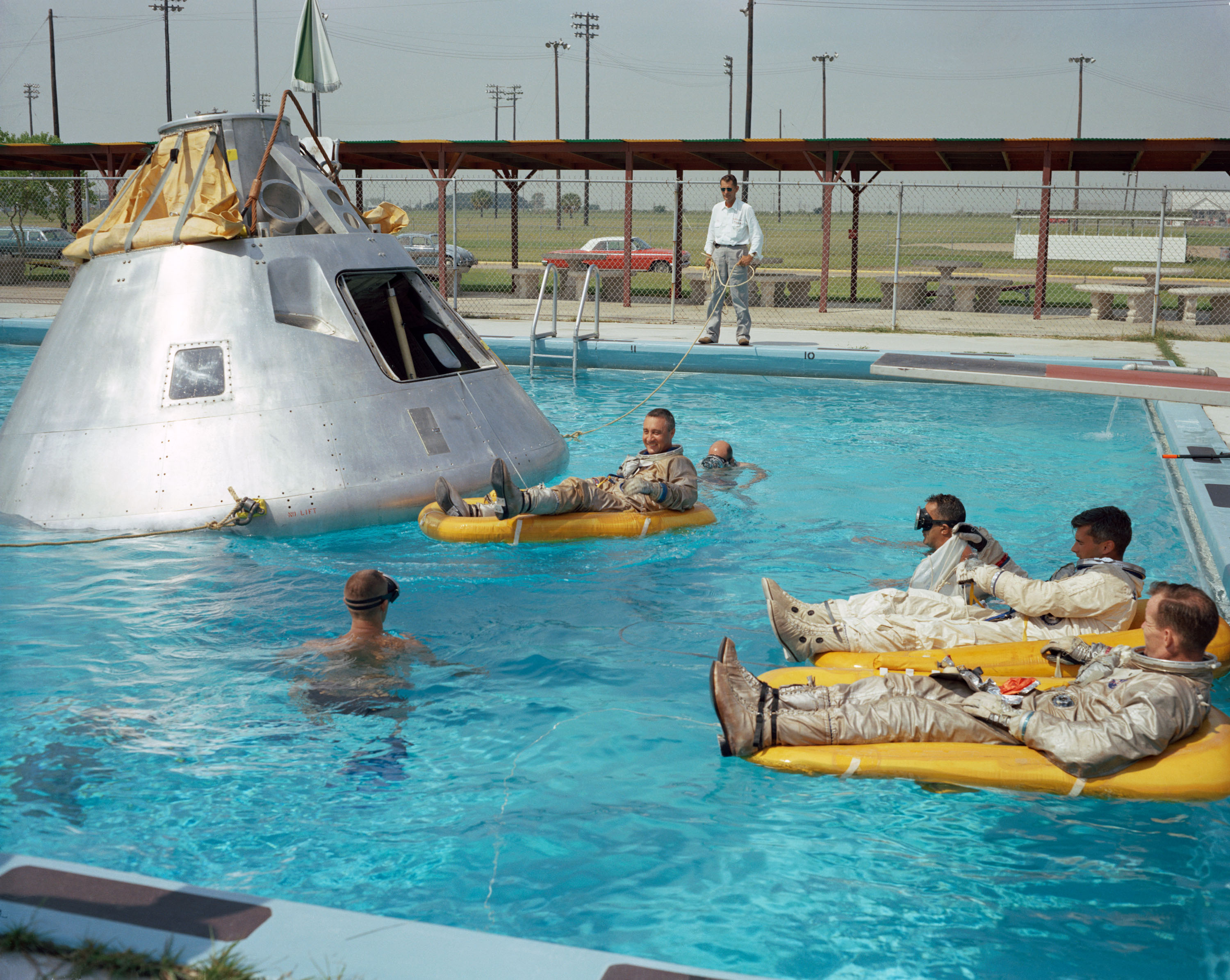
Grissom, Chaffee i White participen en la formació de sortida de l'aigua de l'Apollo 1, juny de 1966

| Posició         | Astronauta              | Astronauta              |
| --------------- | ----------------------- | ----------------------- |
| Pilot comandant | Virgil I. «Gus» Grissom | Virgil I. «Gus» Grissom |
| Pilot major     | Edward H. White II      | Edward H. White II      |
| Pilot           | Roger B. Chaffee        | Roger B. Chaffee        |

### Primera tripulació reserva (abril – desembre de 1966)
| Posició                                    | Astronauta                     | Astronauta                     |
| ------------------------------------------ | ------------------------------ | ------------------------------ |
| Pilot comandant                            | James A. McDivitt              | James A. McDivitt              |
| Pilot major                                | David R. Scott                 | David R. Scott                 |
| Pilot                                      | Russell L. «Rusty» Schweickart | Russell L. «Rusty» Schweickart |
| Aquesta tripulació va volar en l'Apollo 9. |                                |                                |

### Segona tripulació reserva (desembre de 1966 – gener de 1967)
| Posició                                    | Astronauta                | Astronauta                |
| ------------------------------------------ | ------------------------- | ------------------------- |
| Pilot comandant                            | Walter M. «Wally» Schirra | Walter M. «Wally» Schirra |
| Senior Pilot                               | Donn F. Eisele            | Donn F. Eisele            |
| Pilot major                                | R. Walter Cunningham      | R. Walter Cunningham      |
| Aquesta tripulació va volar en l'Apollo 7. |                           |                           |